# フレデリック・キンバー・スワード

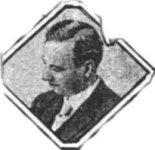
フレデリック・キンバー・スワード

フレデリック・キンバー・スワード（Frederick Kimber Seward, 1878年3月23日 - 1943年12月7日）は、ニューヨーク市内の企業 Curtis, Mallet-Prevost & Colt 社で顧問弁護士を務めた法律家。タイタニック号沈没事故の生存者である。

## 私生活
デラウェア州ウィルミントンにおいて誕生した。父親はサミュエル・S・スワード (Samuel S. Seward)、母親はクリシー・キンバー (Crissie Kimber) であった。スワードは1899年にコロンビア大学を卒業した。在学中は合唱部に所属した。弟のJ・ペリー・スワード (J. Perry Seward) はニューヨークでホメオパシーの医師となった。

## タイタニック号沈没事故
スワードは1912年4月10日にイギリスのサウサンプトンから1等船客として乗船した。1912年4月14日深夜、タイタニック号は氷山に接触し、翌日未明にかけて沈没した。そのときスワードは、一等船室のラウンジで教会の友人ドロシー・ギブソンおよびウィリアム・T・スローパーとトランプで遊んでいた。スワードは7番救命ボートに乗り込んで最初に船を離れ、沈没する船から逃れ生き残った。帰還後、生存者を代表して、船会社を相手に集団訴訟を起した。

## 晩年
スワードはニューヨーク市内に戻り、1943年12月7日に心不全で死去した。